# 지성주의
지성주의(知性主義, 영어: intellectualism) 또는 주지주의(主知主義), 주지설(主知說)은 의지나 감정보다도 지성을 중요시하는 철학의 세계관이다. 세계의 본원을 이루는 것은 지적인 정신 활동이란 견해이다. 따라서 이 입장의 세계관에서는 행동보다 바라본다고 하는 사변적(思辨的) 태도가 존중된다. 인식론의 경우에는 이것이 이성론과 같은 뜻이 된다. 즉, 지식은 이성 또는 추론으로부터 유래한다는 것이다.

## 관련 사상
- 플라톤주의
- 스토아주의
- 신플라톤주의
- 데카르트주의
- 주자학
- 합리주의
- 역사주의
- 주의주의

## 같이 보기
- 대승불교
- 반지성주의
- 소승불교
- 의지주의
- 감정주의